# レンディナーラ
レンディナーラ（伊: Lendinara）は、イタリア共和国ヴェネト州ロヴィーゴ県にある、人口約11,000人の基礎自治体（コムーネ）。

## 地理

### 位置・広がり

#### 隣接コムーネ
隣接するコムーネは以下の通り。括弧内のPDはパドヴァ県所属を示す。
- バディーア・ポレージネ
- カンダ
- カステルグリエルモ
- フラッタ・ポレージネ
- ルージア
- ピアチェンツァ・ダーディジェ (PD)
- サン・ベッリーノ
- サントゥルバーノ (PD)
- ヴィッラノーヴァ・デル・ゲッボ

### 気候分類・地震分類
レンディナーラにおけるイタリアの気候分類 (it) および度日は、zona E, 2355 GGである。
また、イタリアの地震リスク階級 (it) では、zona 3 (sismicità bassa) に分類される。

## 行政

### 分離集落
レンディナーラには以下の分離集落（フラツィオーネ）がある。
- Arzarello, Barbuglio, Campomarzo, Molinella, Ramodipalo, Rasa, San Lazzaro, Sabbioni, Saguedo, Treponti, Valdentro